# HMS Repulse (1916)
HMS Repulse je bila britanska bojna križarka iz prve in druge svetovne vojne. Spada je v razred Renown, katerega je sestavljala še bojna ladja HMS Renown po kateri je razred tudi dobil ime. Gradnja ladje se je začela 25. januarja 1915, splovljena je bila 8. januarja 1916, 18. avgusta istega leta pa predana britanski kraljevi mornarici.
Njena prva bojna akcija je bila bitka v Holgolandskem zalivu 17. novembra 1917. Med bitko se je ladja spopadla z dvema nemškima bojnima ladjama in ju prisilila k umiku. Naslednji mesec je bila ladja težje poškodovana v trčenju z avstralsko bojno križarko HMAS Australia.
Po vojni je ladja večino časa preživela v ladjedelnici na popravilu, zaradi česar si je prislužila vzdevek HMS Repair (HMS Popravilo). Prvo popravilo ladje je potekalo med letoma 1918 in 1920. Zamenjan je bil oklep, vodotesne pregrade ter torpedne cevi, ki so bile po novem nameščene ne krovu ladje. Med letoma 1924 in 1925 je ladja dobila močnejše glavne topove ter protiletalske topove. Na zadnjem popravilu med letoma 1933 in 1936 je ladja dobila dodaten oklep, dodatne protiletalske topove ter katapult za vodna letala Fairey Swordfish. Po popravilu je patruljirala po Sredozemskem morju. Julija 1938 se je zasidrala v Haifi in pomagala zadušiti palestinski upor.
Ob izbruhu druge svetovne vojne le ladja sodelovala pri iskanju nemških bojnih ladij, ki so napadale britanske trgovske ladje in konvoje. Decembra 1939 spremljale prevoze čet med Kanado in Britanijo. Sodelovala je v bojih za Norveško ter varovala Islandijo pred nemško invazijo. Ker do te nikoli ni prišlo je ladja nato vse do začetka leta 1941 spremljala zavezniške konvoje. Januarja 1941 je sodelovala na lovu ta nemškima težkima križarkama Scharnhorst in Gneisenau. Maja istega leta pa je sodelovala pri lovu na Bismarcka. Avgusta je bila premeščena v Južna Afriko, oktobra pa nato v Indijo kjer se je skupaj z ladjo HMS Prince of Wales in rušilci formirala bojna skupina Z.
Osmega decembra 1941 je Repuls skupaj z bojno križarko Prince of Wales in spremstvom štirih rušilcev zapustila Singapur in se odpravila na sever da bi prestregla japonsko invazijsko ladjevje namenjeno v Malezijo. Ker ladjevje do 10. decembra ni našlo japonskih ladij obrnilo proti jugu. Kmalu zatem je britanske ladje opazilo japonsko izvidniško letalo in o tem poročalo japonskemu poveljstvu v Saigonu. To je v napad poslalo 86 bombnikov. Med bitko z neenakim sovražnikom se je ladji uspelo izogniti 19 japonskim torpedom vendar je bila med tem šestkrat zadeta od letalske bombe ter petih torpedov, ki so ladji zadali smrtni udarec. Po zadetkih torpedov se je ladja začela vedno bolj nagibati zato je kapitan ukazal zapustiti ladjo, ladje se je nato nekaj minut kasneje prevrnila in potopila.
Zaradi hitrega posredovanje spremljevalnih rušilcev HMS Electra in HMS Vampire je potopitev ladje preživelo 1,285 mornarjev. V boju je bila potopljena tudi bojna križarka HMS Prince of Wales. Potopitev obeh ladij je bila za britansko mornarico hud udarec saj ta zdaj na bližnjem vzhodu ni imela večje bojne ladje, ki bi se lahko zoperstavila japonski agresiji. Potopitev ladij je tudi označila konec obdobja velikih bojnih ladij ter začetek obdobja letalonosilk, ki lahko v primeru napada nudijo zračno podporo na morju.